# その先にある、誰かの笑顔の為に
「その先にある、誰かの笑顔の為に」（そのさきにある、だれかのえがおのために）は、日本の女性歌手、彩音の9枚目のシングル。2008年12月24日に5pb.Recordsより発売された。

## 概要
- 前作「Lunatic Tears...」以来約7ヶ月半振りとなるリリースであり、2008年3作目のシングル。
- 初回限定盤と通常版との2形態で発売。初回限定盤付属のDVDに表題曲のプロモーションビデオが収録されている。CDジャケットに、登場人物である前原圭一と竜宮レナのちび版が描かれている。
- 表題曲はPlayStation Portable用ゲームソフト『ひぐらしデイブレイク Portable』の主題歌に起用され[2]、『ひぐらしのなく頃に』関連の作品の主題歌としては『ひぐらしのなく頃に 祭』の「嘆きノ森」「コンプレックス・イメージ」以来3作目となる。楽曲は志倉千代丸が作詞・作曲したもので、歌詞が友達同士の友情や絆をテーマにしていると彩音は宣言した[3]。この曲は、2008年11月22日に横浜BLITZにて開催されたイベント『Live 5pb. 2008』で初披露された[3]。
- カップリング曲の「Key of Dream」は本人が歌詞を担当したノンタイアップ曲となっている。ひぐらしシリーズとは関係ないが、歌詞を書くとき、本人は「その先にある、誰かの笑顔の為に」に合わせて友情関係の歌詞を書きたいと考えていた。歌詞については、本人が「学生時代に仲間と過ごした思い出や語りあった夢の話を、詞の中に入れたいなと。昔を振り返って、幼い頃や若い頃には気付かなかった友達との絆や友情を、時が経って気付くことができたという内容になっています。例えば同じ夢を追っていた仲間がいて、誰かが先に夢を叶えてしまった時、喜びはあるけど、焦りや葛藤もあって、友達に温かい声をかけてもらっていたのに素直に受け取ることができなかったこともあって。そのやさしさや大切さに気付くことができた、という。伝えたいことをたくさん詞の中に織り込みました。ですから歌詞を読んでいただいて、共感してもらえるフレーズがあったらうれしいです」と語った[3]。
- 表題曲は3枚目のオリジナルアルバム『Lyricallya Candles』に収録され、カップリング曲はアルバム未収録となっている。

## 収録曲
| #         | タイトル                                      | 作詞       | 作曲       | 編曲      | 時間  |
| --------- | --------------------------------------------- | ---------- | ---------- | --------- | ----- |
| 1.        | 「その先にある、誰かの笑顔の為に」            | 志倉千代丸 | 志倉千代丸 | 上野浩司  | 4:30  |
| 2.        | 「Key of Dream」                              | 彩音       | 水野大輔   | 水野大輔  | 5:52  |
| 3.        | 「その先にある、誰かの笑顔の為に」(off vocal) |            |            |           | 4:30  |
| 4.        | 「Key of Dream」(off vocal)                   |            |            |           | 5:52  |
| 合計時間: | 合計時間:                                     | 合計時間:  | 合計時間:  | 合計時間: | 20:44 |